# Jean Deffaugt
Jean Deffaugt (* 31. Mai 1896 in Verchaix; † 1. Juli 1970) war ein französischer Lokalpolitiker, der während der deutschen Besetzung Frankreichs im Zweiten Weltkrieg als Bürgermeister von Annemasse in Zusammenarbeit mit der Résistance Gefangene unterstützte und jüdischen Kindern das Leben rettete. Er ist ein Gerechter unter den Völkern.

## Leben
Jean Deffaugt wurde am 31. Mai 1896 in Verchaix im Département Haute-Savoie geboren. Im Ersten Weltkrieg diente er als Freiwilliger im 11. Gebirgsjägerbataillon und verbrachte dreieinhalb Jahre als Kriegsgefangener. Nach Kriegsende 1918 nahm er eine Stelle bei einem Kameraden aus der Gefangenschaft, dem Industriellen Pierre Magnin, in Nancy in Lothringen an. Er heiratete und wurde Vater dreier Kinder.
1935 kehrte er in seine Ursprungsregion zurück und ließ sich in der Kleinstadt Annemasse an der Grenze zur Schweiz nieder. Dort eröffnete er ein Tuchgeschäft und war als Kaufmann erfolgreich.
Im Zweiten Weltkrieg veranlassten seine Initiativen zur Flüchtlingshilfe nach der französischen Niederlage im Juni 1940 das Vichy-Regime, ihn in die Délégation spéciale zu berufen. Bei den „Délégations“ handelte es sich um von der Vichy-Regierung eingesetzte Gremien, welche die vom Volk gewählten Gemeinderäte ersetzten. Deffaugt nahm die Berufung „aus Pflichtgefühl“ an und wurde stellvertretender Bürgermeister. Nachdem der vom Pétain-Regime 1941 ernannte Bürgermeister Marcel Collardey (1895–1952) im November 1943 aus Furcht vor der Résistance, von der er Morddrohungen erhalten hatte, zurückgetreten und nach Paris geflohen war, wurde im Dezember 1943 Deffaugt sein Nachfolger im Amt.
Bei der Befreiung Frankreichs erkannte die von Charles de Gaulle geleitete Provisorische Regierung der Französischen Republik Deffaugts Leistungen und Verdienste an und beließ ihn im Amt des Bürgermeisters. Jean Deffaugt war somit Bürgermeister von Annemasse sowohl unter deutscher Besatzung als auch im befreiten Frankreich.
1945 wurde er als Bürgermeister wiedergewählt und blieb bis 1947 im Amt. Von 1947 bis 1959 und von 1965 bis zu seinem Tod war er Mitglied des Stadtrats von Annemasse. Er starb am 1. Juli 1970.

## Wirken
Nach der französischen militärischen Niederlage gegen Nazideutschland im Juni 1940 initiierte Deffaugt ehrenamtlich Hilfsaktionen für Flüchtlinge, die aus der von Deutschland besetzten Zone Frankreichs in die Schweiz geflohen waren und von dieser über Genf nach Annemasse abgeschoben wurden. Ein von Deffaugt gegründetes Auffanglager wurde von nahezu 12.000 Flüchtlingen durchlaufen.
Von Mitte 1943 bis zur Befreiung im August 1944 befand sich in Annemasse ein besonders berüchtigtes Gefängnis der Besatzungsmacht. Nach dem zu dem Komplex gehörenden Hotel Pax wurde es als Prison du Pax bekannt. Es wurde in der kurzen Zeit seiner Existenz von etwa 1500 Häftlingen durchlaufen, von denen viele anschließend nach Annecy oder Lyon oder nach Drancy und von dort in die Vernichtungslager des NS-Staats weitertransportiert wurden. Jean Deffaugt erwirkte bei den deutschen Verantwortlichen die Bewilligung, den Häftlingen täglich Mahlzeiten zu liefern, und unterstützte sie auch anderweitig. Dabei brachte er auch sich selbst in Gefahr und erklärte später, stets Angst gehabt zu haben, selbst verhaftet zu werden. Über die Gefangenenhilfe hinaus gelang es ihm, die Entlassung jüdischer Kinder und ihre Übergabe in seine Obhut zu bewirken, allerdings unter der Bedingung, dass er die Kinder der Gestapo auf deren Verlangen wieder überstelle. So konnte er auf Anregung des Résistance-Mitglieds Georges Loinger zunächst 17 Kinder im Alter von 4 bis 11 Jahren aus den Händen der NS-Besatzer befreien. In einer komplex angelegten Operation gelang es ihm, die Kinder in Sicherheit zu bringen.
Elf weitere Kinder, fünf Jungen und sechs Mädchen, verblieben zunächst unter der Betreuung der ebenfalls inhaftierten Widerstandskämpferin Marianne Cohn im Pax-Gefängnis. Nachdem Cohn am 8. Juli 1944 von der SS und/oder der Miliz des Vichy-Regimes unter bis heute nicht restlos geklärten Umständen ermordet worden war, teilte die Gestapo Deffaugt ihre Absicht mit, sich der Kinder zu entledigen. Deffaugt erwirkte daraufhin auch für sie die bedingte Freilassung und konnte sie am 30. Juli 1944 zu den übrigen Kindern bringen. Die gesamte Gruppe wurde nach der Befreiung von Annemasse am 18. August 1944 ins benachbarte Genf gebracht, wo jüdische Organisationen sie in ihre Obhut nahmen. Deffaugt hielt zu den meisten von ihnen noch 20 Jahre später Kontakt.
Der Résistance, insbesondere der Organisation Réseau Gilbert des zunächst für das Vichy-Regime tätigen, 1942 in die Schweiz geflohenen Offiziers Georges Groussard (1891–1980), leistete Deffaugt Hilfe, indem er amtliche Dokumente ausstellte, Informationen sammelte und Kontakte mit den Gefangenen im Pax-Gefängnis herstellte.

## Auszeichnungen
Nach der Befreiung Frankreichs wurde Jean Deffaugt vom französischen Staat mit zahlreichen Auszeichnungen bedacht, darunter der Aufnahme in die Ehrenlegion, der Militärmedaille, der Médaille de la Résistance, dem Orden für Sozialverdienste und dem Ordre du Mérite commercial (Handelsverdienstorden).
Am 19. Oktober 1965 wurde er von der israelischen Gedenkstätte Yad Vashem als Gerechter unter den Völkern anerkannt.
In Annemasse ist seit 1972 ein Platz in der Innenstadt nach Jean Deffaugt benannt.